# Sambalpur (huyện)
Huyện Sambalpur là một huyện thuộc bang Odisha, Ấn Độ. Thủ phủ huyện Sambalpur đóng ở Sambalpur. Huyện Sambalpur có diện tích 6702 ki lô mét vuông. Đến thời điểm năm 2001, huyện Sambalpur có dân số 928889 người.